# Thirteen Lives
Thirteen Lives là một bộ phim tiểu sử của Mỹ được ra mắt năm 2022, dựa trên cuộc giải cứu hang Tham Luang, do Ron Howard đạo diễn và sản xuất và được viết bởi William Nicholson. Phim có sự tham gia của Viggo Mortensen, Colin Farrell, Joel Edgerton và Tom Bateman.
Thirteen Lives được phát hành tại một số rạp chọn lọc vào ngày 29 tháng 7 năm 2022, bởi United Artists Releasing, và bắt đầu phát trực tuyến trên nền tảng Amazon Prime Video vào ngày 5 tháng 8 năm 2022. Phim nhận được những đánh giá tích cực từ các nhà phê bình.

## Cốt truyện
Vào ngày 23 tháng 6 năm 2018, một nhóm mười hai cậu bé, từ 11 đến 16 tuổi, từ một đội bóng đá, cùng với huấn luyện viên của họ, bị mắc kẹt trong hang Tham Luang Nang Non ở tỉnh Chiang Rai của Thái Lan, sau khi mưa lớn làm ngập một phần hang động trong chuyến tham quan của họ. Khi cả nhóm không đến dự bữa tiệc sinh nhật do cha mẹ tổ chức, gia đình họ đi đến hang động, chỉ để thấy chúng bị ngập lụt và các cậu bé mất tích, xe đạp của họ bị bỏ lại ở lối vào. Cha mẹ ngay lập tức báo cho dịch vụ khẩn cấp.
Hải quân Thái Lan, do Arnont dẫn đầu, đến để tìm kiếm những cậu bé mất tích, nhưng việc lặn quá khó để xác định vị trí của đội. Vernon Unsworth, một thợ hang động địa phương người Anh, chia sẻ kiến thức sâu rộng của mình về hang động phức tạp và nguy hiểm, đồng thời đề nghị chính quyền liên hệ với Hội đồng cứu hộ hang động Anh. Các nhà thám hiểm người Anh Rick Stanton và John Volanthen tới Thái Lan và cố gắng lặn, tìm thấy các cậu bé và huấn luyện viên cách lối vào 4 km. Trong nỗ lực cung cấp bình dưỡng khí cho các cậu bé để giữ họ sống sót chuẩn bị cho cuộc giải cứu, Saman Kunan đã tử vong.
Trong khi đó, khi hàng trăm tình nguyện viên cố gắng giảm thiểu điều kiện thời tiết xấu, một kỹ thuật viên cấp nước từ Bangkok đã được nông dân địa phương cho phép chuyển nước từ trên núi xuống ruộng của họ, phá hủy mùa màng của họ.
Nhận thấy các cậu bé sẽ phải được đưa ra khỏi hang động sau chuyến lặn kéo dài 6 giờ, biết được những rủi ro là gì, Stanton và Volanthen liên lạc với tiến sĩ Richard Harris, cộng với việc hỗ trợ của các thợ lặn Chris Jewell và Jason Mallinson. Với sự cho phép của thống đốc và bộ trưởng khu vực, các thợ lặn sẽ dùng thuốc an thần cho các cậu bé và mỗi cậu bé sẽ có một thợ lặn khiêng từng thành viên ra khỏi hang một cách an toàn. Huấn luyện viên được giải cứu cuối cùng. Được đưa đến bệnh viện, bố mẹ được đoàn tụ với đội. Cảnh cuối là cảnh các chàng trai tổ chức bữa tiệc sinh nhật được cho là sẽ diễn ra vào ngày họ vào hang. Cuối phim đã tiết lộ rằng huấn luyện viên và ba cậu bé, tất cả đều không có quốc tịch, được cấp quốc tịch Thái Lan. Bộ phim dành tặng Saman Kunan, Đặc nhiệm Hải quân Thái Lan, người đã chết vào ngày 6 tháng 7 năm 2018, trong chiến dịch giải cứu và Beirut Pakbara, một Đặc nhiệm Hải quân Thái Lan sau đó đã chết vì nhiễm trùng máu.

## Diễn viên
- Viggo Mortensen trong vai Richard Stanton
- Colin Farrell trong vai John Volanthen
- Joel Edgerton trong vai Richard Harris
- Tom Bateman trong vai Chris Jewell
- Pattarakorn Tangsupakul trong vai Buahom
- Sukollawat Kanarot trong vai Saman Kunan
- Teerapat Sajakul trong vai Captain Arnont
- Sahajak Boonthanakit trong vai Governor Narongsak Osatanakorn
- Vithaya Pansringarm trong vai General Anupong Paochinda
- Teeradon Supapunpinyo trong vai Ekkaphon Chanthawong
- Nophand Boonyai trong vai Thanet Natisri
- Paul Gleeson trong vai Jason Mallinson
- Lewis Fitz-Gerald trong vai Vernon Unsworth
- Peter Knight trong vai Police Captain Bas
- U Gambira trong vai Kruba Boonchum
- Josh Helman trong vai Major Hodges

## Sản xuất

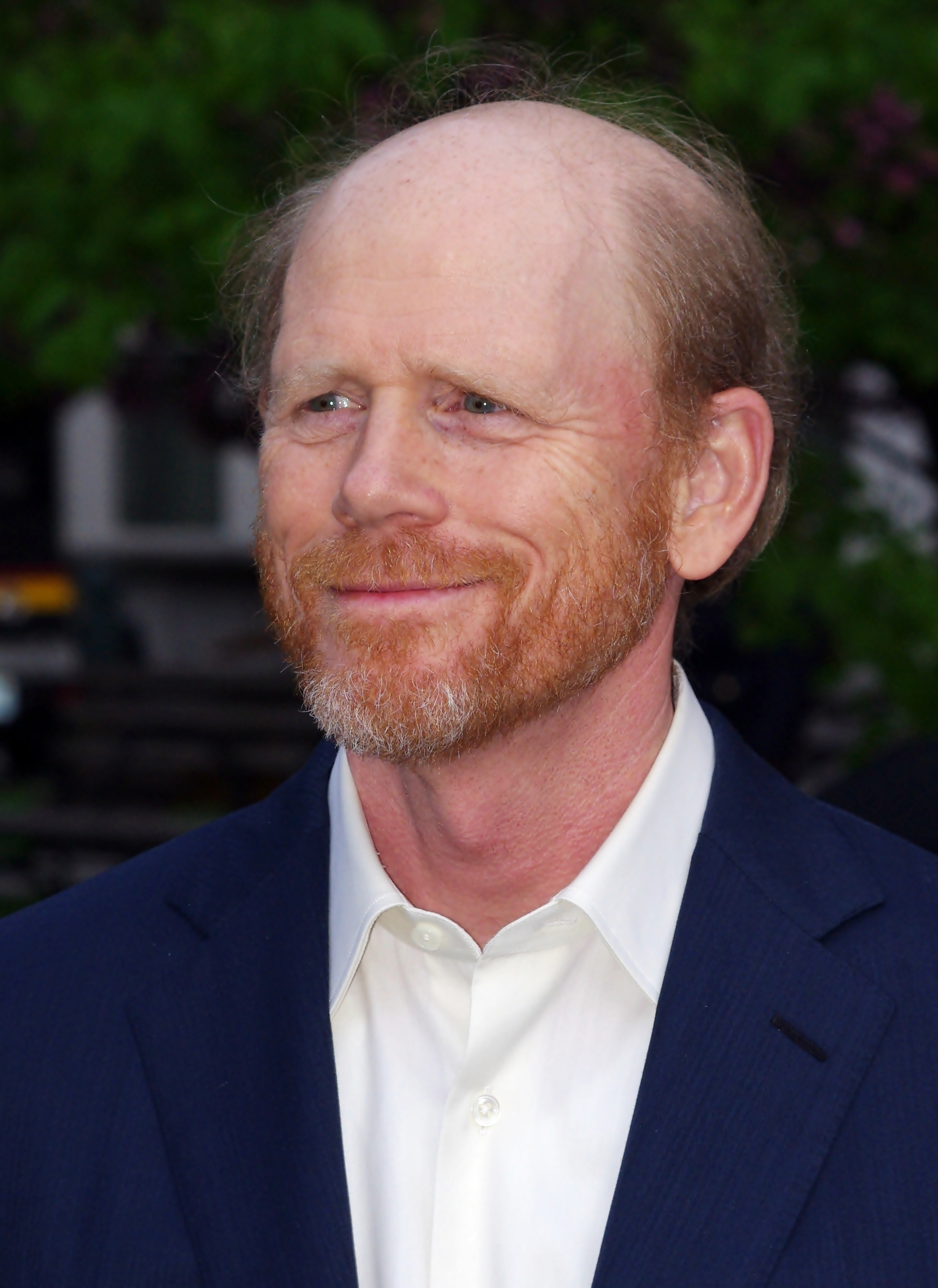
Đạo diễn kiêm nhà sản xuất Ron Howard

Vào tháng 4 năm 2020, đã có thông báo rằng Ron Howard sẽ đạo diễn bộ phim, với William Nicholson viết kịch bản. Metro-Goldwyn-Mayer acquired the rights to the film the following month. Vào tháng 3 năm 2021, Viggo Mortensen, Colin Farrell và Joel Edgerton nằm trong số dàn diễn viên được công bố sẽ đóng vai chính trong phim. Quá trình quay phim bắt đầu vào ngày 29 tháng 3 năm 2021, tại Úc, và cũng bao gồm những cảnh quay ở Thái Lan. Nhạc gốc của phim được sáng tác bởi Benjamin Wallfisch.

## Ra mắt
Thirteen Lives được ra mắt bởi United Artists Releasing tại một số rạp chọn lọc vào ngày 29 tháng 7 năm 2022, trước khi phát trực tuyến trên Amazon Prime Video vào ngày 5 tháng 8. Ban đầu bộ phim được lên kế hoạch phát hành đầy đủ tại rạp bởi United Artists Releasing vào ngày 15 tháng 4 năm 2022, và sau đó được hoãn lại đến ngày 18 tháng 11 để đáp lại buổi chiếu thử tốt nhất trong lịch sử của MGM. Tuy nhiên, vào tháng 5 năm 2022, bộ phim đã được dời đến ngày phát hành hiện tại do việc Amazon mua lại MGM vào tháng 3.

## Âm nhạc
Khi Howard tiếp cận người cộng tác quen thuộc của anh, Hans Zimmer để ghi điểm, người sau đã đặc biệt đề cử người bảo trợ của anh Benjamin Wallfisch cho công việc này. Wallfisch đã chuẩn bị sẵn một bộ phim dài 20 phút trước khi Howard bắt đầu quay ở Thái Lan.

## Đón nhận
Trên trang website của Rotten Tomatoes, phim có tỷ lệ tán thành là 86% dựa trên 178 bài phê bình, với điểm trung bình là 7,3/10. Sự đồng thuận của trang web cho biết, "Được sự chỉ đạo ổn định bởi đạo diễn Ron Howard, Thirteen Lives mang đến một vở kịch chưa hoàn chỉnh nhưng vẫn hấp dẫn về một câu chuyện có thật đáng kinh ngạc." Còn trên Metacritic, bộ phim có điểm trung bình là 66/100 dựa trên 40 nhà phê bình, cho thấy "các bài đánh giá nhìn chung là thuận lợi".

## Giải thưởng và đề cử
| Giải thưởng                    | Thời gian           | Hạng mục                                                  | Người nhận                                                                 | Kết quả   | Ref.          |
| ------------------------------ | ------------------- | --------------------------------------------------------- | -------------------------------------------------------------------------- | --------- | ------------- |
| London Film Critics' Circle    | 5 tháng 2 năm       | Nam diễn viên chính Anh xuất sắc nhất                     | Colin Farrell                                                              | Đề cử     | [ 17 ]        |
| San Diego Film Critics Society | 6 tháng 1 năm 2023  | Quay phim xuất sắc nhất                                   | Sayombhu Mukdeeprom                                                        | Đề cử     | [ 18 ]        |
| Visual Effects Society         | 15 tháng 2 năm 2023 | Hiệu ứng hình ảnh hỗ trợ nổi bật trong tính năng ảnh thật | Jason Billington, Thomas Horton, Denis Baudin, Michael Harrison, Brian Cox | Đoạt giải | [ 19 ] [ 20 ] |